# ينانوة الفريج (مسرحية)
ينانوة الفريج هي مسرحية عرضت في قطر والكويت عام 2005 ولاقت نجاحاً كبيراً، وهي مسرحية رعب كوميدية مثلت على مسرح سينما غرناطة بالكويت عام 2005 قام علي الوحيدي بإخراجها وهي من تأليف الفنان عبد العزيز المسلم وإخراج: علي وحيدي، تصميم الأستعراض: علي الفرحان.

## ملخص أحداث المسرحية
تدور أحداث القصة في بيت كويتي قديم يسكنة الجد بوصالح (إبراهيم الصلال)مع إبنيه الإثنين والخادم بابو وهو عبد الله بوعابد، وتأتي أبنتة (انتصار الشراح) للعيش معه بعد نزاعها مع زوجها وهي أم لإبن(نبيل) وإبنه (سبيكة) ،إلى جانب أسرة الجن التي تعيش في نفس البيت والذي يمثل فيها الفنان علي المفيدي دور إبليس ويقوم (علي الفرحان) بتمثيل دور الأبن الأكبر و(زهرة الخرجي) هي أبنته أيضا إلى جانب الفنان(عبد العزيز المسلم) الذي يمثل دور أبنه الأصغر، وسكرتيرة إبليس تجسد دورها الفنانة غالية، ومستشار إبليس -جني شرارة وهوالفنان نصر حماد، والعم«أخ إبليس» يجسد دوره الفنان عبد الرزاق خلف، حيث يحرض إبليس أبنائه لأخراج عائلة بوصالح من عاداتهم وقيمهم وتمسكهم بدينهم، نقاشات جادة وحوارات وحلول لمشاكل متعدده تتعرض اليها الأسر في أرض الخليج، تنافس بين الاسرة البشرية وأسرة الجن في إطار كوميدي مضحك، ترى هل سينجح أبناء إبليس في القضاء على قيم أسرة بوصالح.

## الشخصيات والبطولة
- === الشخصيات حسب الظهور ===

- بوصالح:إبراهيم الصلال
- إبليس :علي المفيدي
- الابن الأصغر لإبليس :عبد العزيز المسلم
- موضي: انتصار الشراح
- جنان ابنة إبليس : زهرة الخرجي
- بابو: عبد الله بو عابد
- المستشار جني شرارة :نصر حماد
- أخ إبليس :عبد الرزاق خلف
- الابن الأكبر لإبليس : علي الفرحان
- قتادة : حمد العماني
- سكرتيرة إبليس :غالية الكاشف
- سبيكة:شوق
- نبيل:ثامر الشعيبي

### البطولة
إبراهيم الصلال ـ علي المفيدي ـ عبد العزيز المسلم ـ انتصار الشراح ـ زهرة الخرجي ـ عبد الله بوعابد ـ نصر حماد ـ بورزيقه ـ علي الفرحان ـ حمد العماني ـ غاليه ـ شوق ـ ثامر الشعيبي ـ نايف البشايره ـ علي العلي.

## حقائق
تاسع مسرحية رعب أنتجها مسرح السلام، وأول مسرحية تتطرق لموضوع الإرهاب وكانت تمثل عودة الفنان الكبير إبراهيم الصلال للمسرح الجماهيري بعد انقطاع طال 12 عاما وأول ظهور لحمدالعماني وغالية في المسرح الجماهيري وقد قدموا نجوم فريج صويلح وبرنامج الوادي والفنانان الكبيران وجبة كوميدية مرعبة لاقت القبول الجماهيري الكبير وهذا العرض المسرحي يهم كل إنسان يجب أن يحرص على مشاهدته ليرى نفسه كيف يكون في مواجهة الفكر الشيطاني وكيف يتلاعب به أحيانا، وكيف يقاومه وينتصر عليه. 
تغيرات : عندما قدمت عروضها الأخيرة في عيدالأضحى اعتذر إبراهيم الصلال بسبب ظروفه وأخذ دوره عبد الله بوعابد ودور عبد الله بوعابد لغي وبعدها توقفت عروض المسرحية بسبب وفاة الشيخ جابر والعرض المصور كان من عروض قبل عيد الأضحى.
- جسد عبد العزيز المسلّم في هذه المسرحية دور الجني الابن الذي يتشكل في عدة أشخاص والذي يحاول هو وإخته تدمير بيت بوصالح بأمر من أبيهم الجني الأكبر.

| سبقه فريج صويلح | أعمال مسرح السلام 2006 | تبعه عتيج الصوف |